# 上海文艺出版社

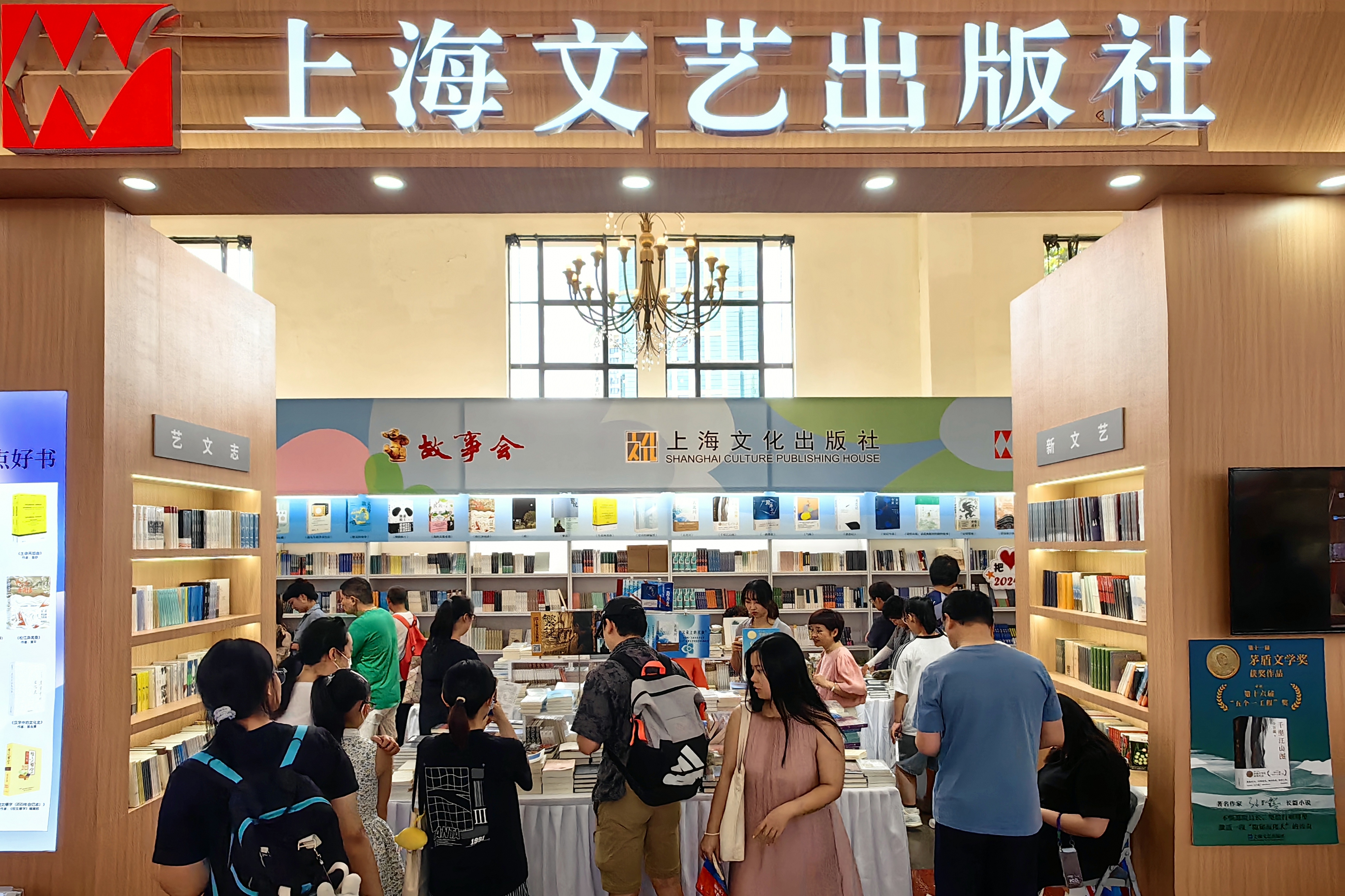
2024年上海书展上海文艺出版社展位

上海文艺出版社是一家具有历史传统的综合性文学艺术出版社，由原郭沫若主持的群益出版社、俞鸿模主持的海燕书店、任宗德主持的大浮出版公司和巴金主持的平明出版社及文化生活出版社合并而成，于1952年6月1日正式成立，位于上海市长乐路672弄33号。现在隶属于上海世纪出版集团。
上海文艺出版社主要出版中外当代和现代文学、艺术作品及文艺理论和文艺批评专著，亦出版《故事会》、《旅游天地》、《东方剑》、《人与自然》、《上海壹周》等期刊。

## 历史
该社的前身为新文艺出版社，1952年6月设立，由原群益出版社、海燕书店、大孚出版公司自愿结合，同时改组为公私合营的出版社。1958年9月，新文艺出版社与上海文化出版社、上海音乐出版社合并后（后者作为出版副牌），改为现名。随后，又陆续兼并了新群出版社、文化生活出版社、平明出版社、光明书局、潮锋出版社、上海文艺联合出版社和上海出版公司。1963年11月，该社与人民文学出版社合并；次年改名为“人民文学出版社上海分社”。
文革时期，该社被撤销；文革结束后，该社重新建立。2012年，上海文艺出版社在上海书城首发最新版“莫言作品系列”，其中囊括了诺贝尔文学奖得主、中国作家莫言的所有小说作品。